# 비림

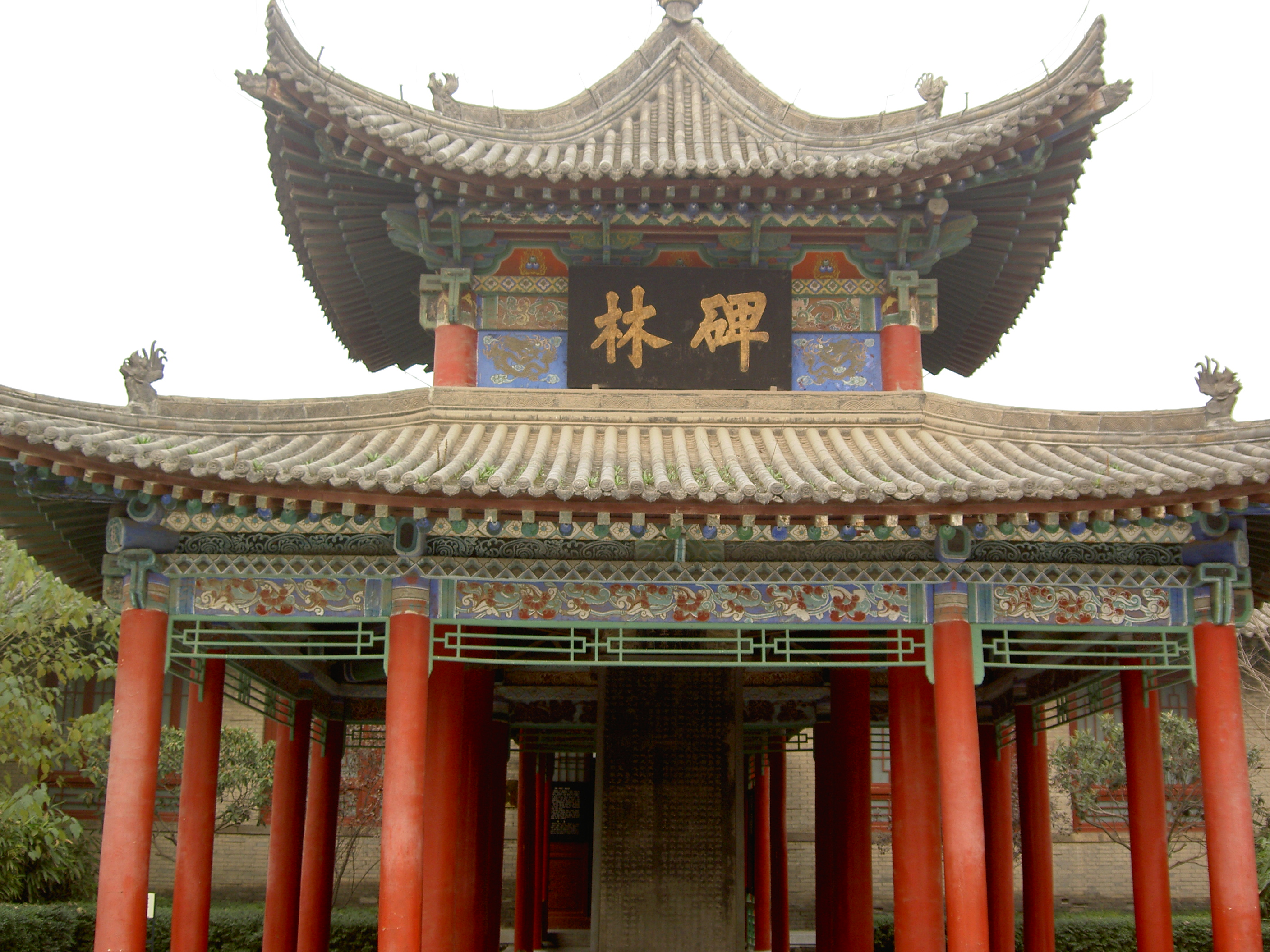
비림입구

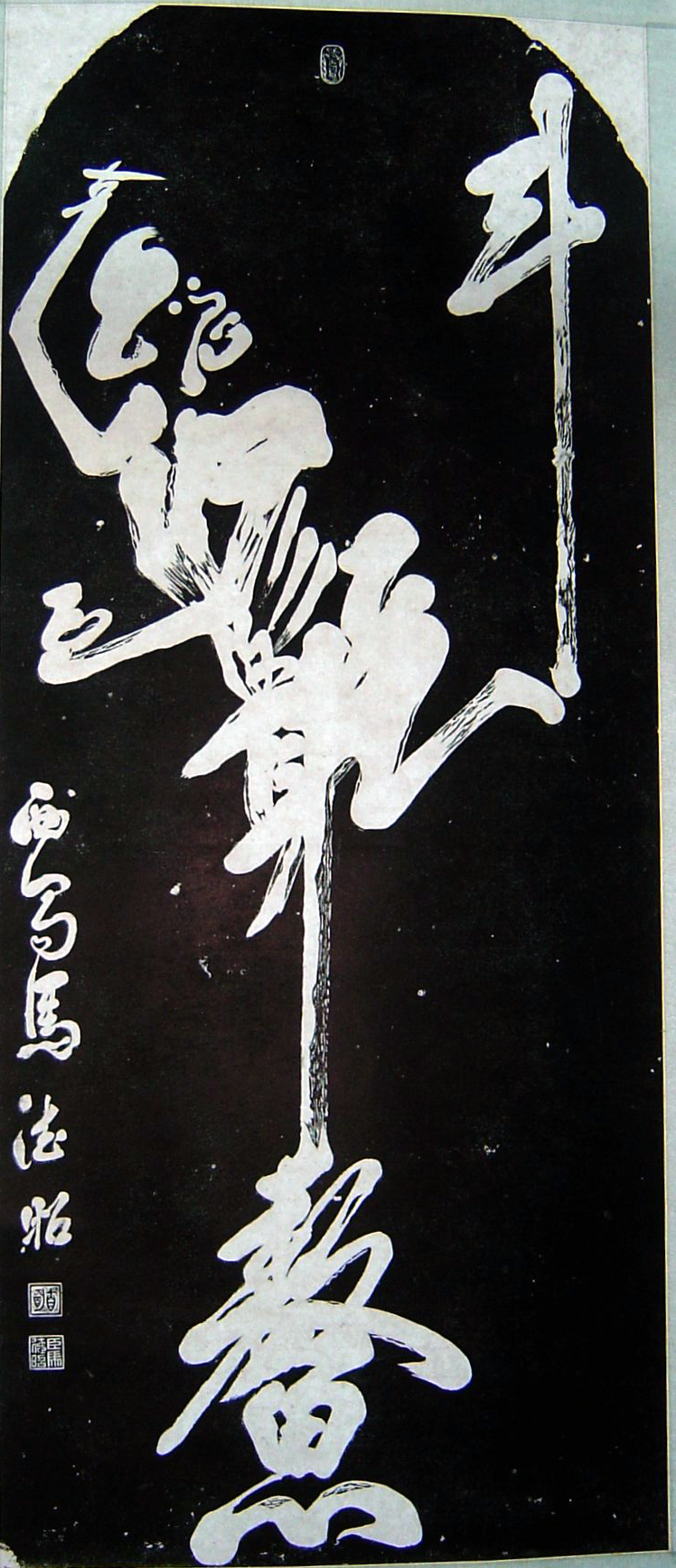
비림의 탁본

비림(중국어: 碑林, 병음: Bēilín)은 산시성 시안시에 있는 박물관으로, 시안비림박물관이라고 한다. '비림'은 말 그대로 숲을 이룰 정도로 많은 비석과 석조로 꾸며진 박물관이라는 의미이다. 비림이 조성된 것은 11세기 공자묘가 자리를 잡으면서이다.

## 비석
- 차오찬비(曹全碑, 한나라 시대)
- 시마팡비(司马芳碑, 진나라 시대)
- 카이청시징비(开成石经碑, 당나라)
- 대진경교류행중국비(大秦景教流行中国碑, 당나라)

## 석조
- 소릉육준(昭陵六骏)